# Хида-Такаяма (княжество)
Княжество Хида-Такаяма (яп. 柳河藩 Хида Такаяма-хан) — феодальное княжество (хан) в Японии периода Эдо (1586—1692). Хида Такаяма-хан располагался в провинции Хида (современная префектура Гифу) на острове Хонсю. Княжество было также известно как Такаяма-хан (高山藩).
Административный центр хана: Замок Такаяма в провинции Хида (современный город Такаяма в префектуре Гифу). На всей протяжении истории княжество управлялось кланом Канамори.

## Список даймё
Род Канамори, тодзама, 1586—1692 годы
1. Канамори Нагатика (金森長近) (1524—1608), даймё Хида-Такаяма-хана (1586—1608)[1]
2. Канамори Ёсисигэ (金森可重) (1558—1615), даймё Хида-Такаяма-хана (1608—1615), приёмный сын предыдущего
3. Канамори Сигэёри (金森重頼) (1596—1650), даймё Хида-Такаяма-хана (1615—1650), третий сын предыдущего
4. Канамори Ёринао (金森頼直) (1621—1665), даймё Хида-Такаяма-хана (1650—1665), старший сын предыдущего
5. Канамори Ёринари (金森頼業) (1648—1672), даймё Хида-Такаяма-хана (1665—1671), сын предыдущего
6. Канамори Ёритоки (金森頼時) (1669—1736)[2], последний даймё Хида-Такаяма-хана (1672—1692), сын предыдущего.

## Галерея

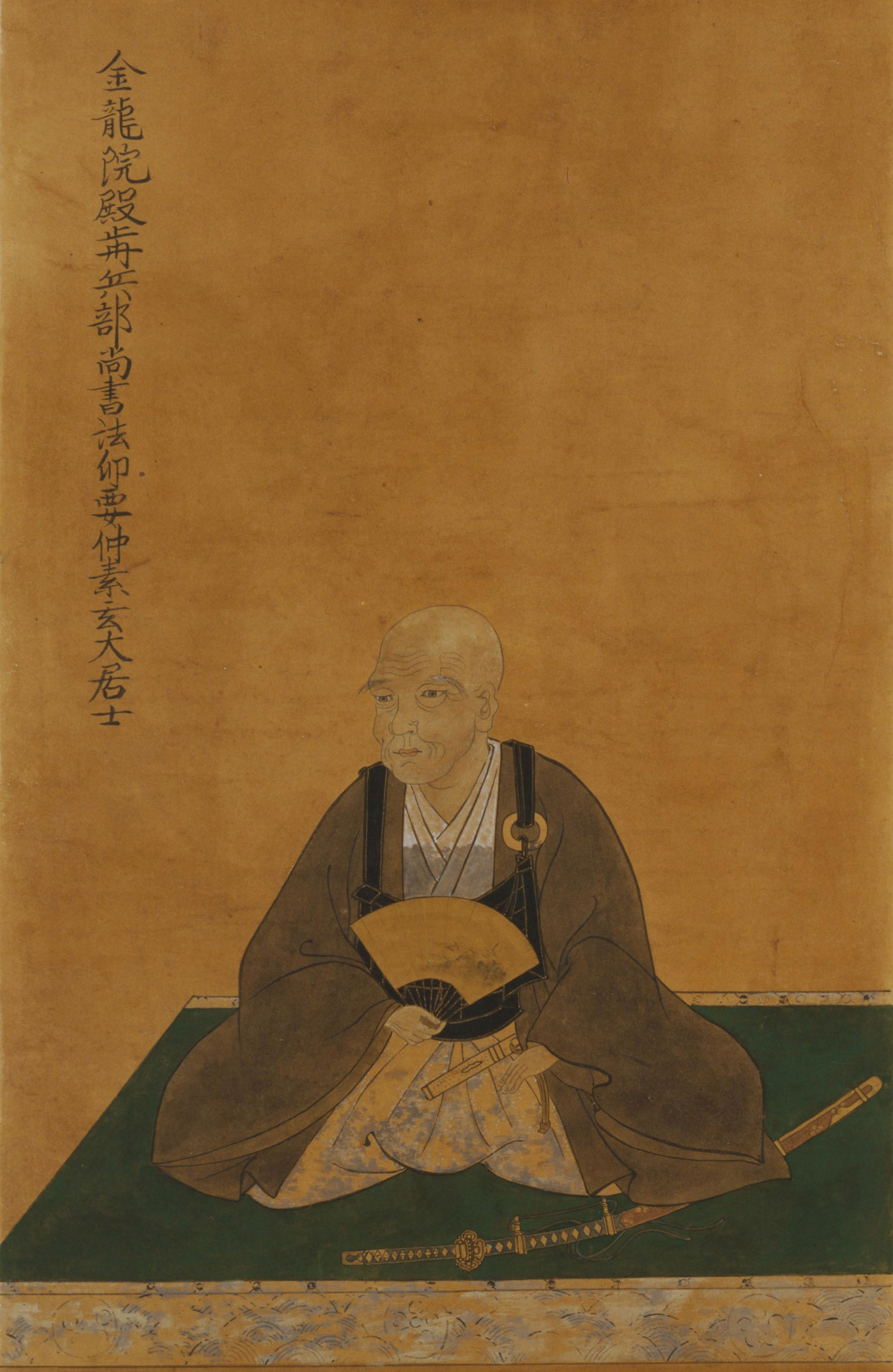
Канамори Нагатика, 1-й даймё Хида-Такаяма-хана (1586-1608)
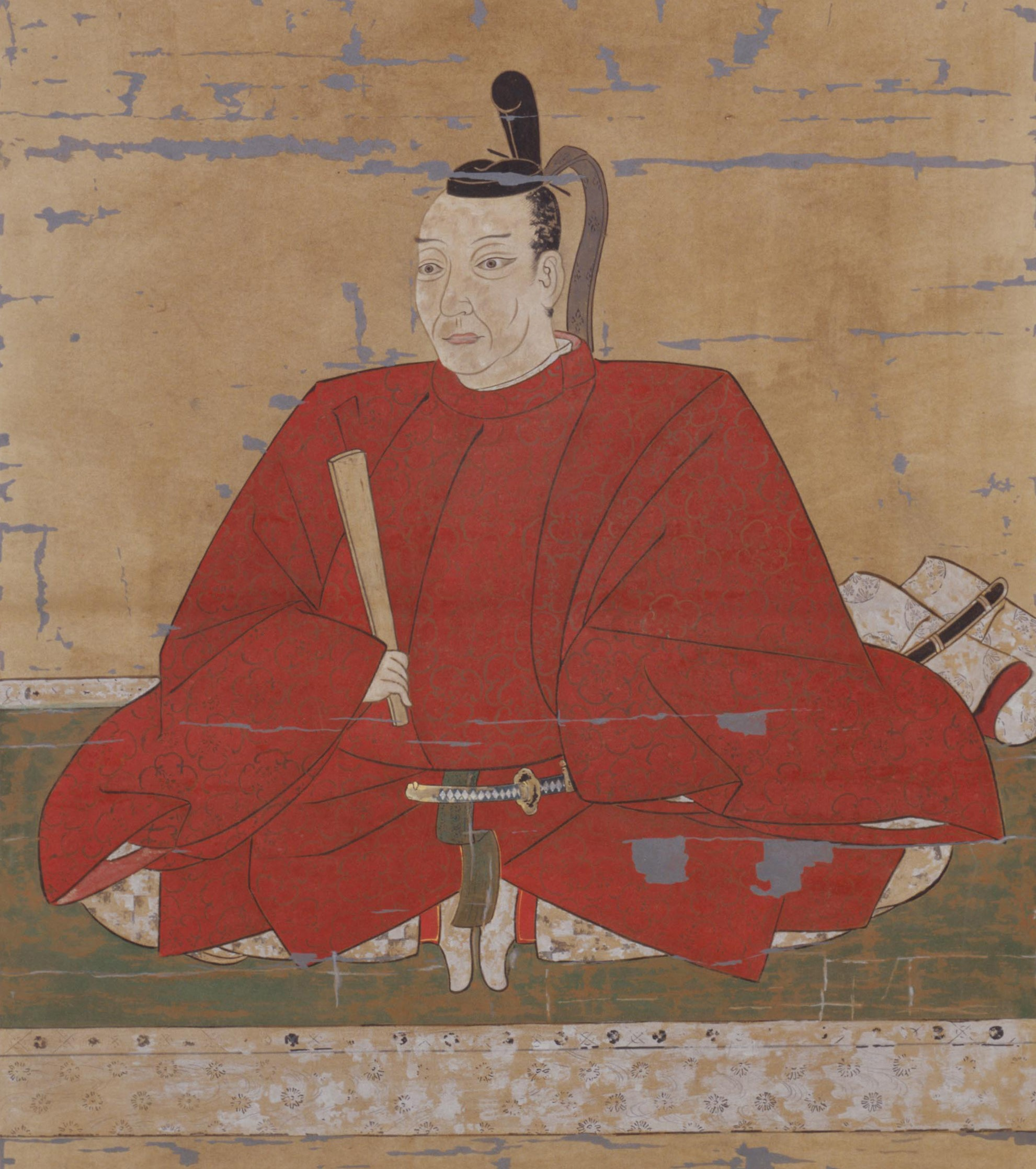
Канамори Ёсисигэ, 2-й даймё Хида-Такаяма-хана (1608-1615)
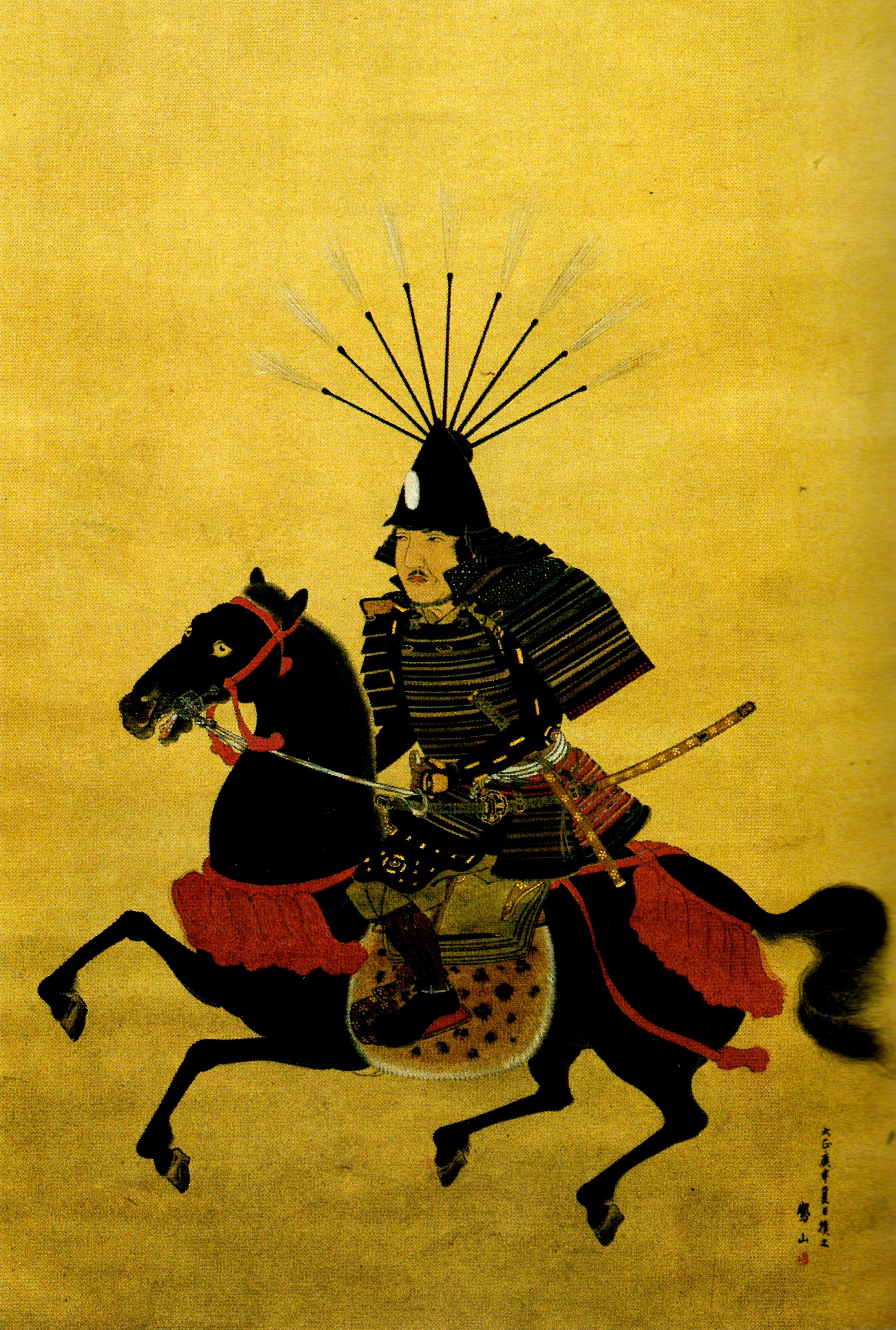
Канамори Сигэёри, 3-й даймё Хида-Такаяма-хана (1615-1650)
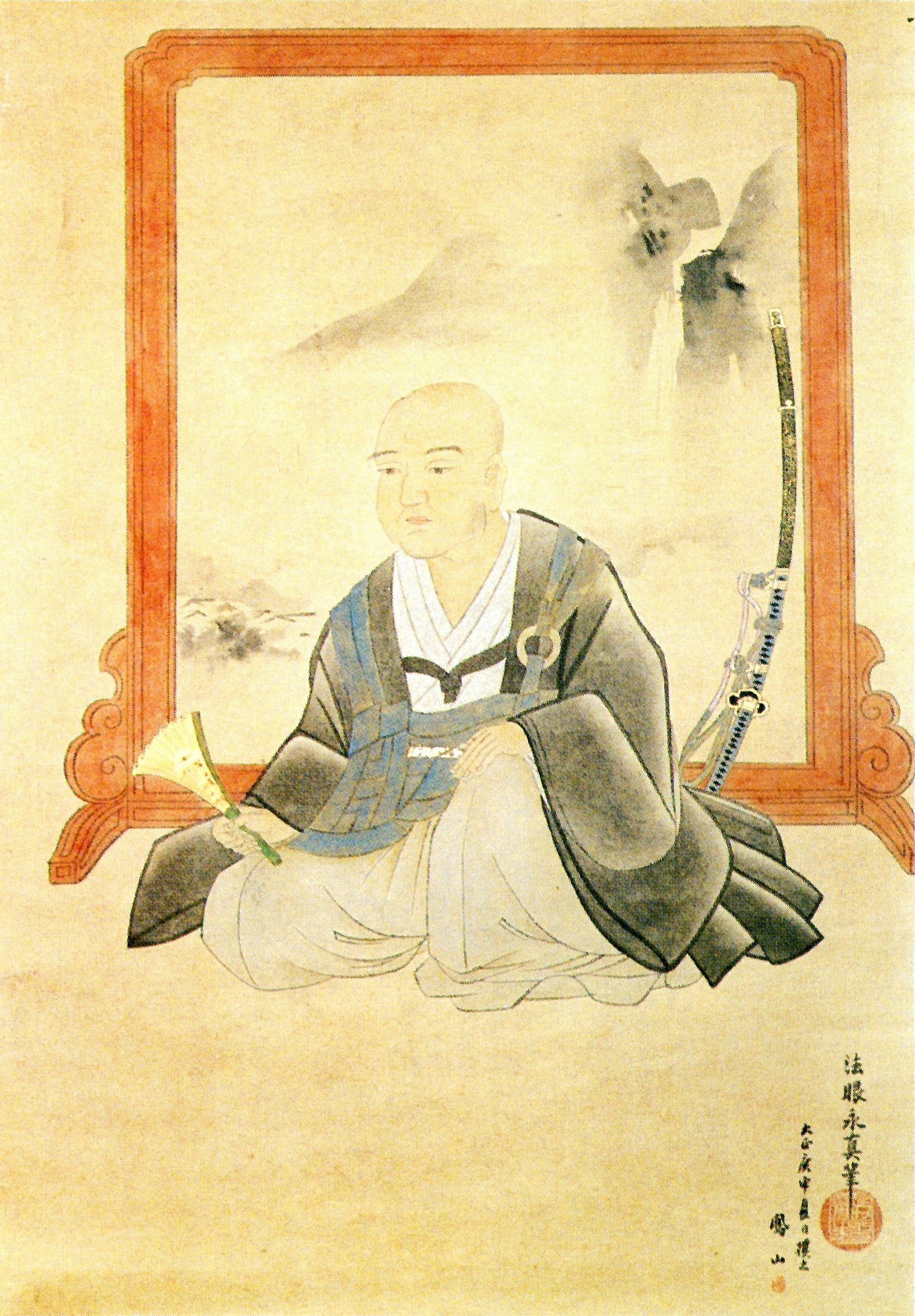
Канамори Ёринао, 4-й даймё Хида-Такаяма-хана (1650-1665)
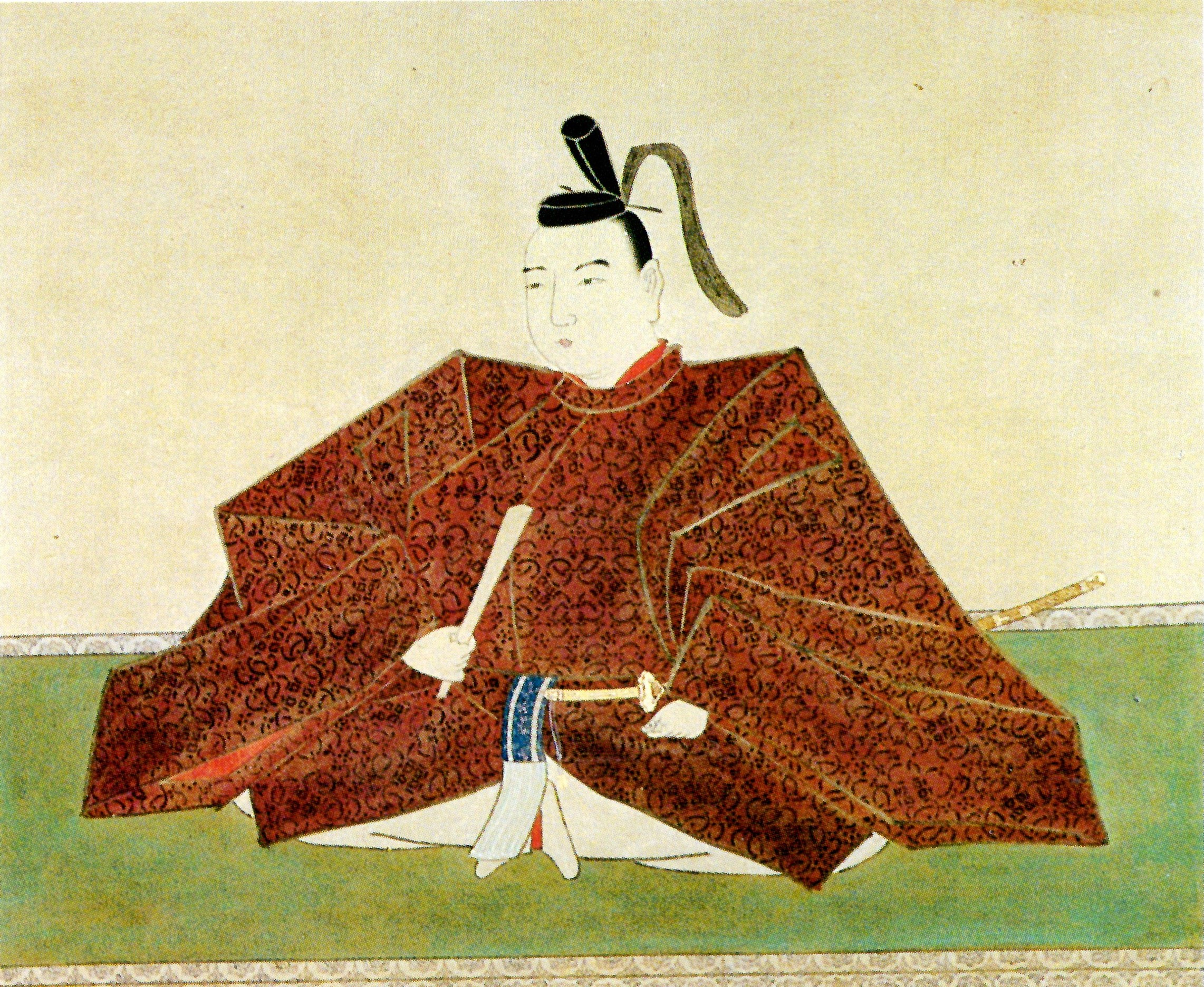
Канамори Ёринари, 5-й даймё Хида-Такаяма-хана (1665-1671)
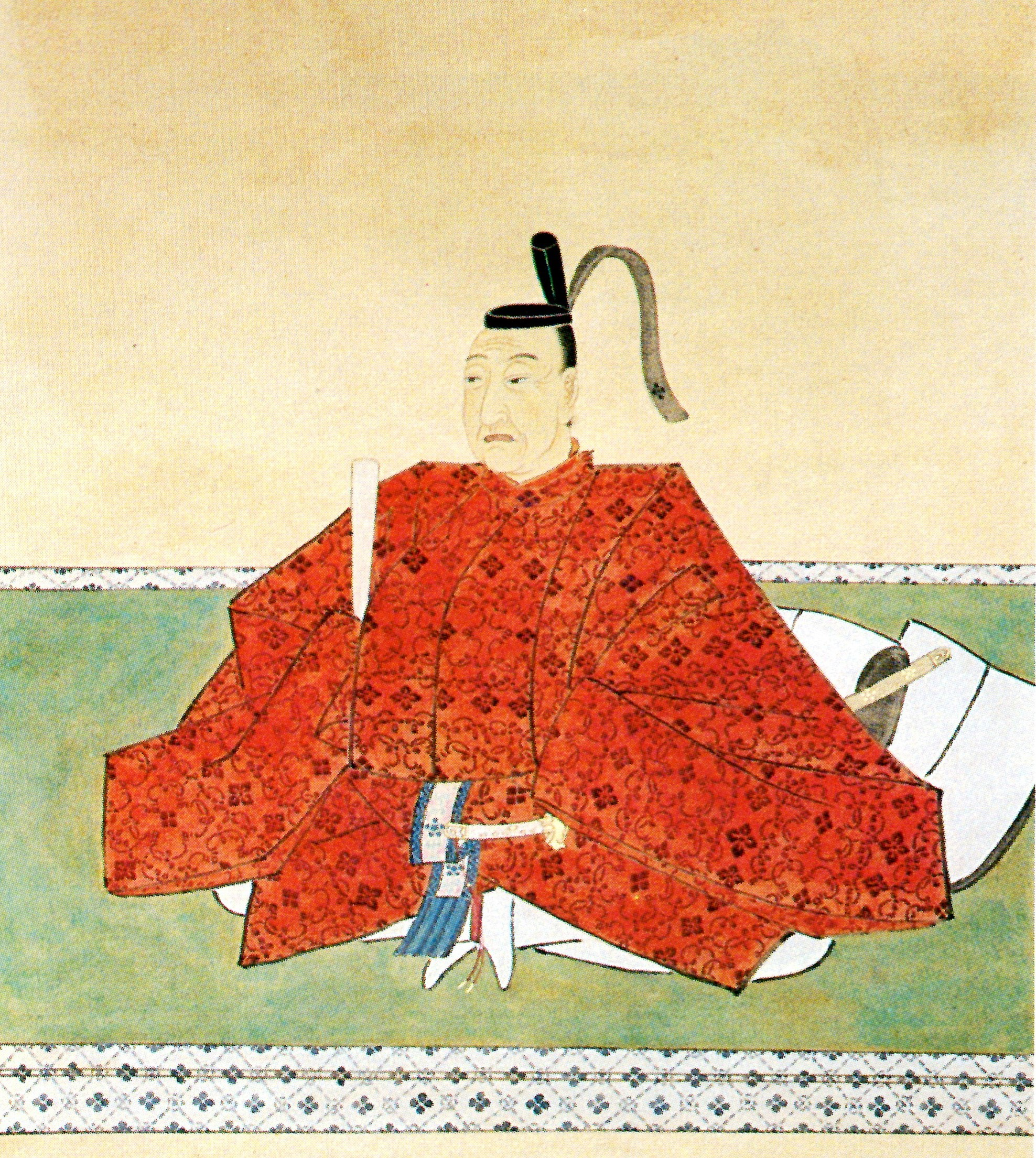
Канамори Ёритоки, 6-й даймё Хида-Такаяма-хана (1672-1692)